# Landtag von Hessen-Homburg
Der Landtag von Hessen-Homburg war von 1848 bis 1852 das Parlament der Landgrafschaft Hessen-Homburg.

## Geschichte
Entgegen den Bestimmungen der Bundesakte wurde in der Landgrafschaft Hessen-Homburg lange keine Verfassung gewährt. Erst im Rahmen der Märzrevolution erließ Landgraf Gustav am 28. Juli 1848 ein vorläufiges Wahlgesetz. Ende August und am 6. September 1848 (Nachwahl) wurde danach eine „Kammer der Abgeordneten“ gewählt, die sich später in „Landesversammlung“ umbenannte. Christian Bansa und Georg Ferdinand Fenner wirkten als landgräfliche Landtagskommissare.
Diese Kammer der Abgeordneten bestand aus 15 Mitgliedern. Präsident der Landesversammlung war der Meisenheimer Notar Friedrich Albert. Die Kammer beriet die Verfassung von Hessen-Homburg sowie das Wahlgesetz. Am 3. Januar 1850 unterzeichnete der Landgraf die von der Kammer verabschiedete Verfassung.
Ende September 1850 fand die Wahl zum ersten ordentlichen Landtag statt. Die 16 Mitglieder wurden am 1. Mai 1851 zum Landtag einberufen. Einige Tage später wurde der Landtag bereits wieder ausgesetzt, ohne dass er Wirkung entfalten konnte.
Am 20. April 1852 wurde die Verfassung von Landgraf Ferdinand durch landgräflichen Erlass außer Kraft gesetzt. Damit hatte der Landtag auch formell seine Erledigung gefunden.
Als Nachfolger wirkte der sogenannte Landesausschuss. Diesem gehörten jeweils 4 Vertreter der Bezirksräte der beiden homburgischen Ämter Amt Homburg und Oberamt Meisenheim an. Die Kompetenzen des Landesausschusses waren jedoch gering. Lediglich eine beratende Funktion stand ihm zu. Die Bezirksräte wurden ab 1853 teilweise durch den Landgrafen ernannt und teilweise durch die Gemeindevorstände der einzelnen Gemeinden gewählt.

## Abgeordnete

### Landesversammlung
| Wahlkreisnr. | Ort(e)                                                    | Zahl Mandate | Amt                | Abgeordnete                                                                   |
| ------------ | --------------------------------------------------------- | ------------ | ------------------ | ----------------------------------------------------------------------------- |
| 1            | Stadt Meisenheim                                          | 2            | Oberamt Meisenheim | nicht gewählt                                                                 |
| 2            | Staudernheim, Abtweiler, Raumbach                         | 1            | Oberamt Meisenheim | Carl Will, Adjunkt in Staudernheim                                            |
| 3            | Meddersheim, Kirschroth, Bärweiler                        | 1            | Oberamt Meisenheim | Philip Schlarp, Ökonom in Meddersheim                                         |
| 4            | Merxheim, Hochstädten                                     | 1            | Oberamt Meisenheim | Daniel Faber, Geometer in Merxheim                                            |
| 5            | Lauschied, Desloch, Breitenheim                           | 1            | Oberamt Meisenheim | Friedrich Albert, Notar                                                       |
| 6            | Meddart, Hoppstädten, Jeckenbach                          | 1            | Oberamt Meisenheim | Philip Jacob Grünewald, Ackersmann in Hoppstädten                             |
| 7            | Hundsbach, Löllbach, Schweinschied, Krebsweiler, Heimberg | 1            | Oberamt Meisenheim | Friedrich Jacob Martin, Lehrer in Hundsbach                                   |
| 8            | Becherbach, Limbach, Otzweiler, Bärenbach, Meckenbach     | 1            | Oberamt Meisenheim | Johannes Schwenck, Gutsbesitzer in Limbach                                    |
| 9            | Stadt Homburg                                             | 3            | Amt Homburg        | Karl Friedrich Wilhelm Birkenstock, Johann Georg Hamel, Heinrich (Jacob) Will |
| 10           | Kirdorf, Oberstedten                                      | 1            | Amt Homburg        | Johannes Raab                                                                 |
| 11           | Friedrichsdorf, Gonzenheim, Dornholzhausen                | 1            | Amt Homburg        | Karl Rousselet                                                                |
| 12           | Köppern, Seulberg, Dillingen                              | 1            | Amt Homburg        | Johann Heinrich Hüttenmüller                                                  |

### Ordentlicher Landtag (unvollständig)
- Wahlkreis Homburg vor der Höhe I: Karl Friedrich (Wilhelm) Birkenstock
- Wahlkreis Homburg vor der Höhe II: Johann Georg Hamel
- Wahlkreis Homburg vor der Höhe III: Heinrich (Jacob) Will
- Wahlkreis Köppern, Seulberg, Dillingen: (Johann) Heinrich Hüttenmüller
- Wahlkreis Kirdorf, Oberstedten: Johannes Raab
- Wahlkreis Friedrichsdorf, Gonzenheim, Dornholzhausen: Karl Rousselet